# San Antonio Río Verde
San Antonio Río Verde är en ort i Mexiko.   Den ligger i kommunen Villa de Tututepec de Melchor Ocampo och delstaten Oaxaca, i den sydöstra delen av landet, 400 km söder om huvudstaden Mexico City. San Antonio Río Verde ligger 37 meter över havet och antalet invånare är 106.
Terrängen runt San Antonio Río Verde är kuperad norrut, men söderut är den platt. Runt San Antonio Río Verde är det ganska glesbefolkat, med 34 invånare per kvadratkilometer. Närmaste större samhälle är Santiago Jamiltepec, 16,2 km nordväst om San Antonio Río Verde. I omgivningarna runt San Antonio Río Verde växer huvudsakligen savannskog.